# Karl Mommsen
Karl Mommsen (* 19. April 1861 in Berlin; † 18. Juli 1922) war ein deutscher Jurist, Bankdirektor und liberaler Politiker (FVg, FVP). Er war von 1903 bis 1912 Mitglied des Deutschen Reichstags und anschließend bis 1918 Abgeordneter im Preußischen Landtag.

## Leben
Mommsen war der zweite Sohn des Historikers Theodor Mommsen und der Vater des Historikers Wilhelm Mommsen. Er studierte Rechtswissenschaften an den Universitäten München und Berlin. Während seines Studiums wurde er 1882/83 Mitglied der musischen Studentenverbindung Akademischer Gesangverein München und 1883/84 der Akademischen Liedertafel Berlin, beide im Sondershäuser Verband 1885 wurde er Referendar und 1890 Gerichtsassessor. 1891 wurde Mommsen Syndikus der Englischen Gasanstalt in Berlin, 1894 Syndikus der Firma Siemens & Halske und seit 1897 war er Direktor der Mitteldeutschen Creditbank in Berlin. 1906 wurde er in die Berliner Handelskammer gewählt.
Mommsen gehörte, wie sein Vater, der Freisinnigen Vereinigung an. Seit Anfang 1894 war er Mitglied der Berliner Stadtverordnetenversammlung, wo er der liberalen Freien Fraktion angehörte. Als Nachfolger seines verstorbenen Parteikollegen Heinrich Rickert, des langjährigen Abgeordneten des Reichstagswahlkreises Regierungsbezirk Danzig 3 (Danzig Stadt), wurde Mommsen bei einer Ersatzwahl im Januar 1903 in den Reichstag gewählt. Bei den regulären Wahlen 1903 und 1907 wurde sein Mandat bestätigt, sodass er dem Reichstag bis 1912 angehörte. Die Freisinnige Vereinigung fusionierte 1910 mit anderen Parteien des linksliberalen Spektrums zur Fortschrittlichen Volkspartei, in deren Zentralausschuss Mommsen stellvertretender Vorsitzender war. Bei der Reichstagswahl 1912 kandidierte er im Wahlkreis Berlin 2, verlor aber gegen Richard Fischer. Zwischen 1912 und 1918 war er Mitglied des Preußischen Abgeordnetenhauses, in dem er den Wahlkreis Berlin 2 vertrat.